# 弗兰肯

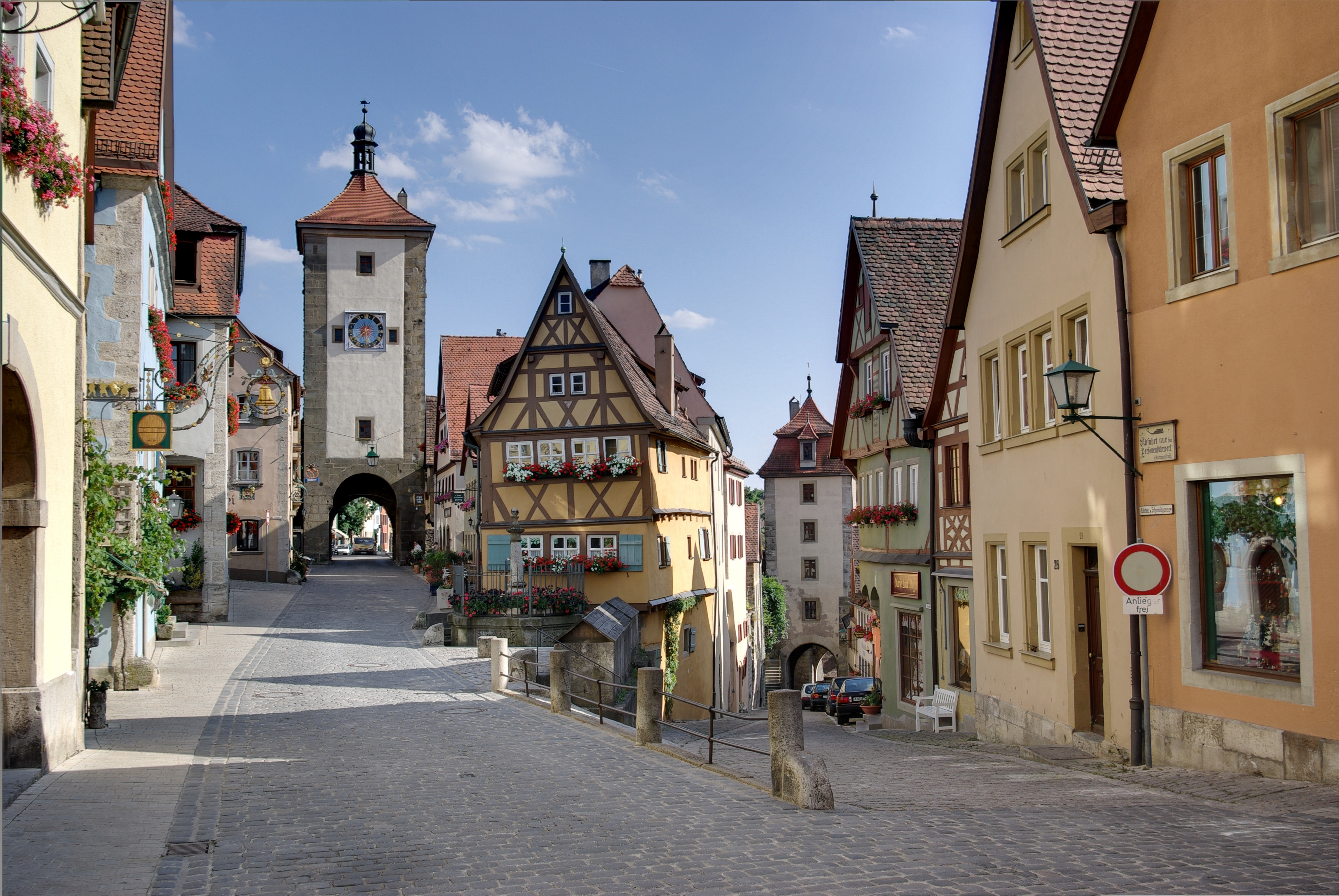
罗滕堡是最为人们熟知的弗兰肯小镇

法蘭克尼亞在神聖羅馬帝國的位置（16世紀）

上弗兰肯、中弗兰肯、下弗兰肯在巴伐利亞州的位置

弗兰肯（德語： [ˈfʁaŋkn̩] ⓘ；东弗兰肯方言： [ˈfrɑŋɡŋ̍]），或译为法兰克尼亚，是德国的一个历史地区，大致范围是巴伐利亚州北部、图林根州南部以及巴登-符腾堡州的一小部分。巴伐利亚部分是由三个行政区域构成的，分别是上弗兰肯、中弗兰肯及下弗兰肯。

## 地名学
弗兰肯的名字来源于法兰克民族，法兰克人原始領土在這裡。但法蘭克尼亞不包括法蘭克人的整個部落領土，由法兰克人民族创建的法兰克帝国在极盛时期只包含弗兰肯的一小部分，即弗兰肯的东部边界处。法蘭克尼亞大部分居民是法蘭克人的親族撒利法蘭克人（Salians）和利普里安法蘭克人（Ripuarian）。在1803年，由于巴伐利亚和拿破仑的结盟，现在的弗兰肯大部份成为巴伐利亚的一部分，尽管二者在文化上存在差异。

## 自治运动
在德意志联邦共和国的历史上，各种弗兰肯团体和协会，特别是Fränkischer Bund e. V.，曾多次努力要求弗兰肯从巴伐利亚独立出来。1989/90年，当Fränkischer Bund在征集签名的帮助下，要求根据《基本法》第29条重组联邦领土，建立联邦州时，媒体对此产生了兴趣。但该议案被联邦内政部拒绝，向联邦宪法法院提出的申诉也未获成功。

## 资源
当地是葡萄酒生产地。